# Dieter Lührmann
Dieter Lührmann (* 13. März 1939 in Lingen (Ems); † 7. Februar 2013 in Marburg) war ein deutscher evangelischer Theologe (Neutestamentler) und Hochschullehrer.
Lührmann legte nach dem Studium in Bethel, Heidelberg und Göttingen 1962 sein erstes und 1965 sein zweites theologisches Examen ab. 1964 wurde er an der Universität Heidelberg aufgrund einer von Günther Bornkamm betreuten Dissertation zum Dr. theol. promoviert. Er wurde 1965 Assistent und – nach der 1968 erfolgten Habilitation für Neues Testament – 1969 Universitätsdozent in Heidelberg. Ab 1974 hatte er die Professur für Neues Testament an der Kirchlichen Hochschule Bethel inne. 1982 wechselte er in eine Professur für Neues Testament an der Philipps-Universität Marburg, wo er 2000 emeritiert wurde.
Lührmann war seit 1995 Mitglied der Akademie der Wissenschaften zu Göttingen.

## Schriften (Auswahl)
- Das Offenbarungsverständnis bei Paulus und in paulinischen Gemeinden (= Wissenschaftliche Monographien zum Alten und Neuen Testament 16). Neukirchener Verlag, Neukirchen-Vluyn 1965.
- Die Redaktion der Logienquelle (= Wissenschaftliche Monographien zum Alten und Neuen Testament 33). Neukirchener Verlag, Neukirchen-Vluyn 1969.
- Glaube im frühen Christentum. Gütersloh 1976.
- Der Brief an die Galater (= Zürcher Bibelkommentare. Neues Testament, 7). TVZ, Zürich 1978; 3. Aufl. 2001.
  - Galatians. A a continental commentary. Fortress, Minneapolis 1992.
- Auslegung des Neuen Testaments. TVZ, Zürich 1984; 2. Aufl. 1987.
  - An itinerary for New Testament study. SCM Press, London 1989.
- Das Markusevangelium (= Handbuch zum Neuen Testament, 3). Mohr Siebeck, Tübingen 1987.
- Die apokryph gewordenen Evangelien. Studien zu neuen Texten und zu neuen Fragen. Brill, Leiden 2004.
- Theologische Exegese im Horizont von Text und Geschichte. Gesammelte Aufsätze (= Marburger Theologische Studien, 120). Hrsg. von Egbert Schlarb in Zusammenarbeit mit Andreas Lindemann. Evangelische Verlagsanstalt, Leipzig 2014.

- Vollständiges Veröffentlichungsverzeichnis